# Joe Nicholson (Gringo da Viola)
Joe Nicholson, também conhecido como Gringo da Viola (Framingham, 29 de novembro de 1989) é um cantor e violonista estadunidense.

## Biografia
Com ascendência irlandesa, Joe Nicholson se envolveu com a cultura brasileira ainda na cidade na qual cresceu, Marlborough, em Massachusetts, aonde há uma grande comunidade de emigrantes brasileiros. 
Em 2011, Joe viveu seis meses no Rio de Janeiro enquanto estudava na Pontifícia Universidade Católica do Rio de Janeiro em um programa de intercâmbio e foi onde conheceu sua esposa e se apaixonou pela música brasileira. 
O músico ficou conhecido na região de New England após fazer o ato de abertura de shows de nomes de peso como Maria Gadu   Jorge Aragão  e o grupo Fundo de Quintal  e lotar casas de shows em Boston, como o conhecido Hard Rock Cafe  . Também participou de inúmeros programas de rádio e do programa de TV Urban Update e foi considerado como a sensação do ano pelo Consulado Brasileiro de Boston  se destacando também na comunidade hispana da região 
Em 2018 o músico se mudou para a cidade do Rio de Janeiro.